# Wanderers (cómic)
Los Wanderers, son un grupo ficticio de superhéroes, creado y publicado para la editorial DC Comics,  apareciendo por primera vez en las páginas de Adventure Comics Vol. 1 #375 (diciembre de 1968) en una historia donde fueron mostrados como aliados de la Legión de Super-Héroes, fueron creados por Jim Shooter y dibujados por primerva vez por Win Mortimer y con una portada ilustrada por Neal Adams. DC Comics publicó una serie limitada de 13 números a finales de los años 80.

## Historia Ficticia del equipo

### Etapa Pre-Crisis
Durante su primera aparición, los "Wanderers" fueron presentados como un equipo de aventureros que había existido durante varios años antes de que se conformara la Legión de Super-Héroes. El símbolo del equipo, una Mandala que su líder portaba en su cuello. Los Wanderers originales fueron:
- Celebrand - Líder y estratega del grupo
- Psyche - Amante de las emociones
- Quantum Queen - Capaz de proyectar o convertir cualquier tipo de energía cuántica
- Elvo - Maestro espadachín que maneja una espada de energía
- Dartalg - Experto en el uso de cerbatanas y dardos. Tiene varios tipos de dardos en su uso, tales como los dardos que explotan.
- Ornitho - Nació con alas y capaz de cambiar de forma en cualquier otro tipo de ave que vuele.
- Immorto -  Francotirador experto que no puede morir, en su lugar su cuerpo rejuvenece automáticamente de nuevo.

Después de conocer a la Legión, los Wanderers se habían expuesto accidentalmente a radiación de la nebulosa estelar Nefar, convirtiéndoles en personas malvadas. Robaron una valiosa piedra preciosa y se enfrentaron a varios miembros destacados de la Legión en un concurso de fuerza. La Legión de Super-Héroes lograría indagar en lo que les sucedió a los Wanderers y lograron invertir el proceso que los volvió malvados. Al final, ambos equipos salieron en buenos términos y se separaron como amigos.
Los Wanderers reaparecerían más adelante como invitados durante la boda de Duo Damsel y Bouncing Boy, así como volverían a aparecer para la "Saga de la Oscuridad" cuando la Legión de Super-Héroes se enfrentó a Darkseid.
El artista Dave Cockrum recibió el boceto de los personajes rediseñando a los Wanderers para crear una versión homóloga cuando trabajó para Marvel Comics en la revista especial "X-Men Anniversary" (1993), haciendo un homenaje al equipo de DC Comics, en el cual puso de manifiesto que uno de los miembros previstos para la versión del equipo que fue creado para Marvel se consideró entre los personajes previstos inicialmente, fue al incluir al mutante Nightcrawler, que Cockrum terminaría utilizando para formar parte de los X-Men cuando este llegó a la editorial de la casa de las ideas.

### Etapa Post-Crisis
En junio de 1988, los Wanderers aparecieron con su propio título epónimo, siendo escrito por Doug Moench, que duró durante trece ediciones. El artista original Steve Dillon rediseñaría a los personajes, sin embargo, fue reemplazado por Dave Hoover y Robert Campanella quienes volverían a rediseñar a los personajes. En esta serie, todos los Wanderers fueron asesinados y luego fueron recreados por Clonus, su mentor y controlador, con poderes mejorados y cuerpos drásticamente diferentes, con la excepción de Celebrand, cuya clonación fracasó.
- Dartalon (Antes conocido como Dartlag): - Sufrió un cambio monstruoso, ahora poseía plumas que salían de su cuerpo, y fuera de su mano tendría garras que en vez de usarlas, saldrían como armas.
- Elvar (Antes conocido como Elvo): - Ahora poseería una espada de energía que lanzaba explosiones provocadas por sus estados emocionales.
- Aviax (Antes conocido como Ornitho): - Conservó sus poderes originales, pero fueron aumentados y mejorados.
- Psyche: - Conservó sus poderes originales, pero fueron aumentados y mejorados.
- Quatum Queen: - Conservó sus poderes originales, pero fueron aumentados y mejorados.

Los nuevos Wanderers finalmente resolvieron el crimen de sus anteriores seres originales, convirtiéndose en agentes de la Federación de Planetas Unidos. En su misión final, crearon con éxito a un clon basado en su exlíder Celebrand y optaron por seguir a alienígenas misteriosos a otra dimensión.

#### Cinco años después
Inexplicablemente, fueron vistos más tarde entre la colección de estatuas cautivas de Lealand McCauley.

#### Legión de Super-Héroes del 2004
Cuando se produjo el reinicio de la Legión de Super-Héroes en 2004, los Wanderers eran un equipo de superhéroes encubiertos (Black Ops), especializados, creados por la Federación de Planetas Unidos para realizar misiones encubiertas y llevar a cabo sus combates contra los Dominators. Todos los Wanderers, a excepción de Mekt Ranzz, murieron en combate luchando contra los Dominators. Mekt entonces se dedicó a reclutar a varios héroes de reserva de la Legión, tales como: Polar Boy, Inferno, White Witch, Némesis Kid y Plant Lad, permitiéndose recrear al equipo. Los Wanderers entonces unirían sus fuerzas con la Legión para detener un intento de invasión de parte del imperio Dominator contra la F.P.U. (Federación de Planetas Unidos). Después de ayudar a la Legión y derrotar a los Dominators, a los Wanderers su incorporación a la Legión de parte de Supergirl, sin embargo, huyeron cuando Mekt fue arrestado por haber controlado la mente de la población de Winath. Otros miembro del equipo que ería muy similar a Tyr y al líder del equipo Tarik.
Los miembros de esta versión de los Wanderers fueron:
- Grav: - Acróbata con poderes anti-gravitacionales.
- Inferno: - Con poderes que generan calor y luz.
- Jeyra Entinn: - Telépata del planeta Saturno (del mismo planeta que proviene Saturn Girl).
- Kid Quake: - Con la capacidad para generar sismos y terremotos.
- Kromak: - Con capacidades para generar partes de su cuerpo e injertarselas.
- Mekt Ranzz: - Líder del equipo, capaz para generar elécticidad, como lo hace los miembros de la Legión, Lighning Lass y Lightning Lad/Live Wire, quienes son sus hermanos menores.
- Micro Lass: - Con la capacidad de encogerse y agrandar su fisiología a voluntad.
- Némesis Kid: - Aunque en anteriores historias fue recreado como supervillano, en la continuidad de la Legión de 2004, formó parte de la encarnación de los Wanderers, aunque esta versión se desconocen sus poderes.
- Physo: - Sus poderes se desconocen.
- Plant Lad: - Con la capacidad de poder hacer crecer las plantas.
- Polar Boy: - Con la capacidad de ralentizar el movimiento molecular de cualquier ser vivo.
- Telekinesis: - Con poderes telequinéticos.
- Thoom: - Su habilidad principal es poseer super-fuerza.
- Vrax Gozzi: - Un Coluano (un ser de cuyo origen es de donde proviene también Brainiac y Brainiac 5), cuya capacidad específica se basa en su intelecto de 10 nivel.
- White Witch: - Con la capacidad de manipular poderes mágicos, como lanzar hechizos.

#### Legión de Tierra-247
Tras los acontecimientos narrados en el tie-in de Crisis Final, en la miniserie limitada Crisis Final: Legión de 3 mundos, la encarnación del reinicio de la Legión del 2004, a partir del crossover publicado entre los Teen Titans y la Legión de Super-Héroes de dicho año, y cuyo universo había sido destruido durante los acontecimientos de Crisis Infinita aparentemente, decidieron viajar por el Multiverso bajo el liderazgo de Shikari Lonestar, en un intento por encontrar y rescatar a los últimos supervivientes de otros universos perdidos, y tomaron el nombre de los Wanderers. Los legionarios XS y Gates decidieron quedarse con la Legión original, la primera que se dedicaría a explorar su nuevo mundo y poder localizar a familiares perdidos y estos últimos proporcionaron una voz no humanoide para el equipo.
Más tarde, cuando se supo que el mundo de la Legión de Super-Héroes que apareció con el tercer reinicio de continuidad de la Legión, exactamente la versión del 2004, pertenecía a Tierra-247, Los Wanderers de este mundo, era un equipo de metahumanos designado por el gobierno del planeta Tierra creado para combatir de manera encubierta a los Dominators. Cuando fallaron miserablemente, su único sobreviviente, Mekt Ranzz, reuniría a un nuevo equipo de metahumanos. Trabajaron juntos con la Legión de Superhéroes y la "Terror Firma" para luchar contra los Dominators. Sin embargo, cuando Mekt Ranzz fue arrestado, los Wanderers desaparecieron y el gobierno de la Tierra esperaba que estos se convirtiesen en una especie de "Legión de Super-Villanos ".